# Integralkriterium

Untere Abschätzung der harmonischen Reihe durch Fläche unter der Funktion 1/x

Das Integralkriterium (auch Integralvergleichskriterium) ist ein mathematisches Konvergenzkriterium für Reihen. Die Reihe wird dabei als Fläche unter einer Treppenfunktion betrachtet, die durch den Flächeninhalt unter einer Kurve abgeschätzt wird. Mit einer Abschätzung nach oben lässt sich die Konvergenz nachweisen, nach unten die Divergenz. Der Flächeninhalt unter der Kurve berechnet sich durch das Integral.

## Formulierung
Es sei {\displaystyle f} eine monoton fallende Funktion, die auf dem Intervall {\displaystyle [p,\infty )} mit einer ganzen Zahl {\displaystyle p} definiert ist und nur nichtnegative Werte annimmt. Dann konvergiert die Reihe {\displaystyle \textstyle \sum _{n=p}^{\infty }f(n)} genau dann, wenn das Integral {\displaystyle \textstyle \int _{p}^{\infty }f(x)\,\mathrm {d} x} existiert, das heißt, wenn es einen endlichen Wert annimmt. Anstatt von der Existenz des Integrals spricht man manchmal auch – gleichbedeutend – von der Konvergenz des Integrals.
Genauer: Sei {\displaystyle p\in \mathbb {Z} ,f\colon [p,\infty )\to [0,\infty )} monoton fallend, dann gilt
{\displaystyle f} ist auf {\displaystyle [p,\infty )} integrierbar {\displaystyle \iff \sum _{n=p}^{\infty }f(n)} ist konvergent.
Falls eines von beiden, also Existenz des Integrals beziehungsweise Konvergenz der Reihe, und damit auch das andere, zutrifft, gelten die Abschätzungen
{\displaystyle \sum _{n=p+1}^{\infty }f(n)\leq \int _{p}^{\infty }f(x)\,\mathrm {d} x\leq \sum _{n=p}^{\infty }f(n)}.

## Beispiele
Um zu prüfen, ob die Reihe
{\displaystyle \sum _{n=1}^{\infty }{\frac {1}{n^{2}}}}
konvergiert, stellt man fest, dass sie mit der Funktion
{\displaystyle f\colon [1,\infty )\to \mathbb {R} ,\quad f(x)={\frac {1}{x^{2}}}}
als {\displaystyle \sum _{n=1}^{\infty }f(n)} geschrieben werden kann. Die Funktion {\displaystyle f} ist im Intervall {\displaystyle I=[1,\infty )} monoton fallend und es gilt:
{\displaystyle \int \limits _{1}^{\infty }{\frac {1}{x^{2}}}\,\mathrm {d} x=\lim _{b\to \infty }\left[-{\frac {1}{x}}\right]_{1}^{b}=1.}
Das Integral ist also endlich und nach dem Integralkriterium ist die Reihe somit konvergent.
Ähnlich kann die harmonische Reihe {\displaystyle \sum _{n=1}^{\infty }{\frac {1}{n}}} mit {\displaystyle f\colon [1,\infty )\to \mathbb {R} ,\quad f(x)={\frac {1}{x}}} als {\displaystyle \sum _{n=1}^{\infty }f(n)} umgeschrieben werden. Die Funktion {\displaystyle f} ist im Intervall {\displaystyle I=[1,\infty )} monoton fallend, das heißt, dass das Integralkriterium angewendet werden kann:
{\displaystyle \int _{1}^{\infty }{\frac {1}{x}}\,\mathrm {d} x=\lim _{b\to \infty }{\bigg [}\ln(x){\bigg ]}_{1}^{b}=+\infty }
Das Integral ist divergent und somit die harmonische Reihe auch.

## Veranschaulichung
Das Integralkriterium ist schon durch die Anschauung zugänglich: Gerade die letzte Zeile ähnelt einer populären Begründung des Begriffs des Riemann-Integrals mithilfe von Ober- und Untersummen.
Weil nach Voraussetzung ja {\displaystyle f} monoton fällt, ist auf jedem Intervall {\displaystyle [q,q+1]} (mit einer ganzen Zahl {\displaystyle q}) {\displaystyle f(q)} der größte und {\displaystyle f(q+1)} der kleinste Funktionswert auf diesem Intervall. Weil das Intervall die Breite 1 hat, ist der Flächeninhalt unter {\displaystyle f} immer kleiner oder gleich  {\displaystyle f(q)\cdot 1} und größer oder gleich {\displaystyle f(q+1)\cdot 1}. Wenn nun das Integral oder die Reihe konvergiert, so muss auch der jeweils andere Ausdruck konvergieren.
Oder:
Die Reihe {\displaystyle \textstyle \sum _{n=p}^{\infty }f(n)} konvergiert, nähert sich also ab {\displaystyle p} unendlich nahe an den Grenzwert an. Für das Integral bedeutet dies, dass die Fläche nicht mehr größer wird, sondern sich ebenfalls an einen (Flächen)-Wert annähert. Hätte die Fläche gegen unendlich keinen Grenzwert, könnte nie ein Wert für das Integral {\displaystyle \textstyle \int _{p}^{\infty }f(x)\,\mathrm {d} x} fest gemacht werden und somit das Integral keinen endlichen Wert annehmen, was im Widerspruch zur obigen Definition steht.